# Scaphoidophyes annae
Scaphoidophyes annae är en insektsart som beskrevs av George Willis Kirkaldy 1906. Scaphoidophyes annae ingår i släktet Scaphoidophyes och familjen dvärgstritar. Inga underarter finns listade i Catalogue of Life.